# John Pentland Mahaffy
John Pentland Mahaffy (né le 26 février 1839 à Chapponnaire (près de Vevey en Suisse) et mort le 30 avril 1919 à Dublin) est un classiciste d'origine irlandaise. Il est Provost du Trinity College (Dublin) de 1914 à sa mort.

## Biographie
John Pentland Mahaffy est le septième et dernier enfant du révérend Nathaniel B. Mahaffy, originaire du Comté de Donegal où sa famille a des terres et de son épouse Elizabeth Pentland, dont la famille a des terres dans les comtés de Monaghan et Meath. Nathaniel B. Mahaffy est chapelain pour la communauté britannique de Vevey, puis de Lucerne et enfin de Bad Kissingen en Bavière où John Pentland vit jusqu'à ses neuf ans quand ses parents rentrent en Irlande.
Il est éduqué à la maison avant son entrée à l'université, au Trinity College (Dublin) en 1855. Il se spécialise rapidement dans les Humanités, remportant bourses et prix. Il se distingue aussi pour ses capacités sportives : il est membre de l'équipe d'Irlande de cricket ainsi que de celle de tir. En 1863, il est ordonné prêtre de l'Église d'Irlande avant devenir l'année suivante Fellow de son université dans laquelle il fait toute sa carrière montant petit à petit les échelons jusqu'à la diriger à partir de 1914. En 1865, il épouse Frances Letitia, fille William MacDougall, originaire de Howth. Elle meurt en 1908. Ils ont quatre enfants : deux filles et deux fils.
John Pentland Mahaffy commence à travailler en philosophie (Kant et Descartes), mais son élection au poste de professeur d'histoire antique en 1871 le réoriente : il s'intéresse jusqu'à la fin de sa vie à la littérature et à l'histoire grecques. Dans ce but, il voyage en Grèce en 1875, s'absentant sans réelle autorisation, ce qui lui vaut d'être réprimandé par la direction de l'université. Cependant, son récit de voyage Rambles and Studies in Greece, 1876 connait un immense succès.
Dans les années 1890, il collabore avec Archibald Sayce au déchiffrage et à la publication des cartonnages des momies découvertes par William Matthew Flinders Petrie sur le Fayoum. Mahaffy réoriente alors son travail sur l'Égypte ptolémaïque.
Son intérêt pour l'histoire de l'Irlande lui vaut d'être élu président de l'Académie royale d'Irlande de 1911 à 1916. Il est aussi membre des académies de Berlin, Munich, Vienne, Rome, Athènes ou Utrecht. Il est décoré par Georges Ier de l'Ordre du Sauveur en 1877.

## Œuvres
- Social Life in Greece from Homer to Menander, 1874
- Rambles and Studies in Greece, 1876
- History of Classical Greek Literature, 1880
- Descartes, 1880
- Greek Life and Thought from Alexander to the Roman Conquest, 1887
- The Story of Alexander's Empire, 1887
- Kant's Critical Philosophy for English Readers, 1889
- The Greek World under Roman Sway from Polybius to Plutarch, 1890
- The Flinders Petrie Papyri, with Transcriptions, Commentaries and Index, I-II (1891–1893)
- Problems in Greek History, 1892
- The Empire of the Ptolemies, 1895
- A History of Egypt under the Ptolemaic Dynasty, 1899
- An Epoch in Irish History: Trinity College, Dublin, its Foundation and early Fortunes, 1591–1660 (1903)
- The Particular Book of Trinity College, Dublin (1904);
- The Silver Age of the Greek World (1906);
- The Plate in Trinity College, Dublin. A History and a Catalogue (1918).